# AZS UTP Bydgoszcz

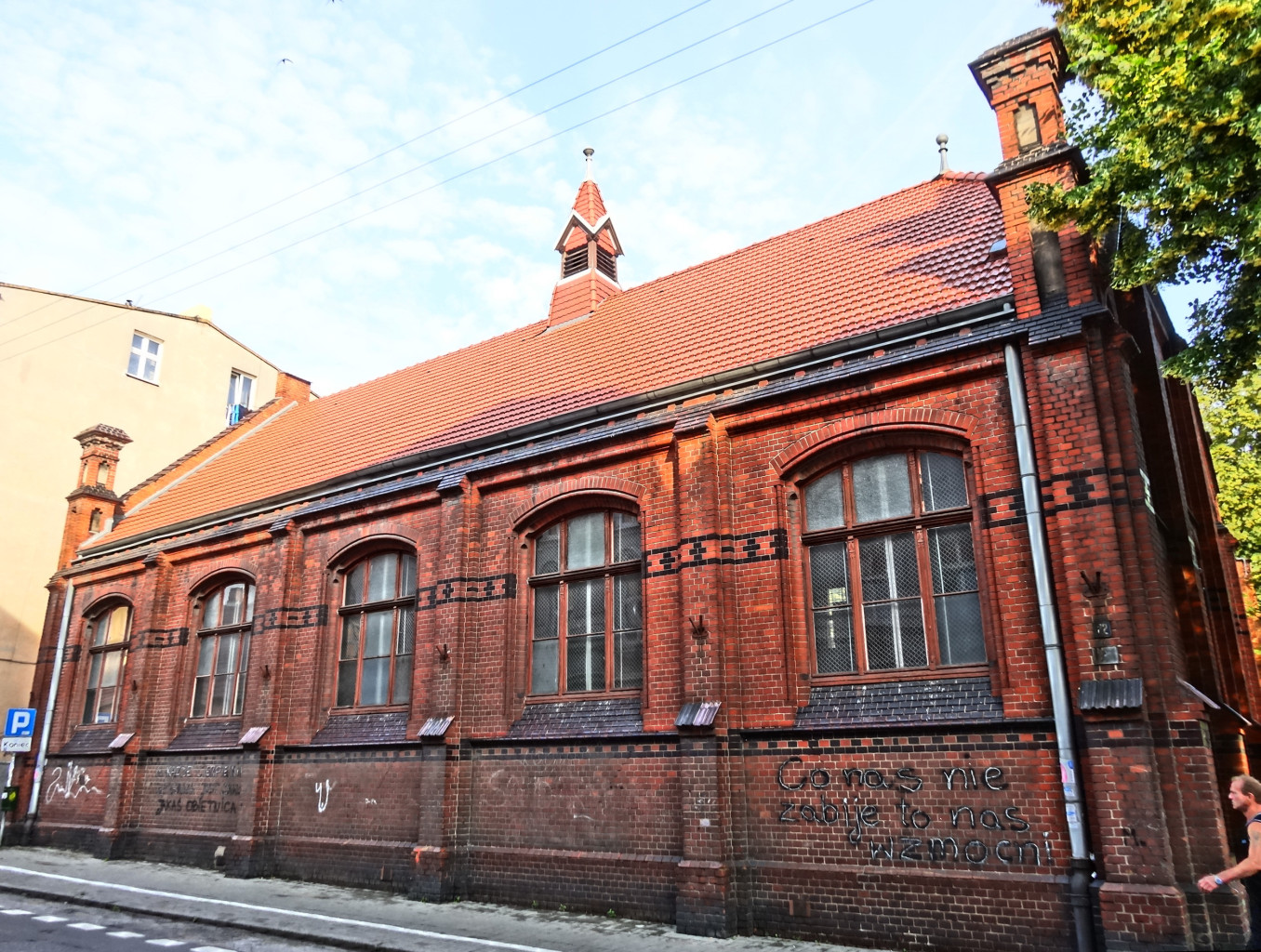
Zabytkowa sala gimnastyczna przy ul. Kordeckiego 20

Klub Uczelniany Akademickiego Związku Sportowego Politechniki Bydgoskiej – wielosekcyjny uczelniany klub sportowy działający przy Politechnice Bydgoskiej im. Jana i Jędrzeja Śniadeckich.

## Sekcje sportowe
Wykaz sekcji sportowych prowadzonych przez Klub Uczelniany Akademickiego Związku Sportowego UTP w 2016 roku:
- fitness
- judo mężczyzn
- lekkoatletyka kobiet i mężczyzn
- pływanie kobiet i mężczyzn
- koszykówka kobiet i mężczyzn
- piłka nożna
- piłka siatkowa kobiet i mężczyzn
- piłka ręczna mężczyzn
- tenis stołowy kobiet i mężczyzn
- tenis ziemny
- trójbój siłowy
- wioślarstwo / ergometr
- alpinizm

## Baza sportowa
KU AZS UTP Bydgoszcz dysponuje obiektami sportowymi w obrębie obiektów uczelnianych: przy ul. Kordeckiego 20 (sala gimnastyczna S1 z siłownią), ul. Fordońska 430 (sala gimnastyczna S2), ul. Bernardyńskiej 6 (sala gimnastyczna S3), ul. Andersa/Kaliskiego (siłownia, boisko). AZS UTP korzysta również z kompleksu sportowego AZS UKW Bydgoszcz przy ul. Sportowej (basen pływacki), kompleksów Orlik 2012, kortów tenisowych przy ul. Piwnika Ponurego, przystani Bydgoskiego Towarzystwa Wioślarskiego oraz sal gimnastycznych przy ul. Generała Augusta Fieldorfa „Nila” 3 i Kromera 11 oraz Centrum Wspinaczkowego Spider przy ul. Świeckiej.

## Historia
Początki akademickiego klubu sportowego w Bydgoszczy sięgają 1952 roku i związane są z osobą wioślarza Teodora Kocerki, który po Igrzyskach Olimpijskich w Helsinkach, gdzie w barwach AZS Warszawa zdobył brązowy medal, wrócił do Bydgoszczy i założył tu klub wioślarski pod szyldem Akademickiego Zrzeszenia Sportowego. W tym czasie (1951) w Bydgoszczy założono pierwszą powojenną uczelnię szkolnictwa wyższego – Wieczorową Szkołę Inżynierską z dwoma wydziałami – Mechanicznym i Chemicznym. Bydgoski AZS istniejący do końca 1956 roku był medalową potęgą. Teodor Kocerka zdobył mistrzostwo Polski w skifie oraz z Antonim Rosołowiczem w dwójce podwójnej. Wanda Adach była mistrzynią na jedynce i z Alicją Mońko na dwójce podwójnej. W barwach AZS Bydgoszcz Teodor Kocerka uczestniczył w Igrzyskach Olimpijskich w Melbourne 1956, gdzie zdobył 4. miejsce w jedynce. 
W latach 60. XX w. wraz z rozwojem szkół wyższych powstał Akademicki Związek Sportowy (AZS) w Bydgoszczy. W 1964 w Wyższej Szkole Inżynierskiej założono Studium Wychowania Fizycznego i Sportu, a w 1965 powołano AZS-WSI.
Początkowo miał on charakter szkolno-akademicki (SZS-AZS). W 1971 na Środowiskowej Konferencji AZS w Bydgoszczy ustalono, że Klub Środowiskowy zajmie się sportem wyczynowym (siatkówka, koszykówka, piłka ręczna), a uczelniane kluby AZS – sportem masowym (liga międzyuczelniana w grach zespołowych, lekkoatletyce i pływaniu). W 1972 przyjęto uchwałę, że przy WSI rozwijane będą dyscypliny męskie (piłka ręczna, koszykówka i siatkówka). Ogólnomiejski KS AZS liczył 839 członków, co stanowiło 27% ogółu studentów dwóch uczelni: Akademii Techniczno-Rolniczej (ATR) i Wyższej Szkoły Pedagogicznej (WSP).
W latach 70. XX w. w ramach przygotowań do Akademickich Mistrzostw Polski odbywały się rozgrywki środowiskowe, które przekształciły się w Mistrzostwa Szkół Wyższych Bydgoszczy i Torunia (później zwane Akademickimi Mistrzostwami Pomorza i Kujaw), które stanowiły cykl całorocznych rozgrywek w 15 dyscyplinach sportowych. W 1974 ATR był gospodarzem Mistrzostw Polski Wyższych Szkół Inżynierskich i Morskich w strzelectwie sportowym, a w 1977 Mistrzostw Akademii Rolniczych w lekkiej atletyce. W 1975 w Mistrzostwach Wyższych Szkół Inżynierskich, Wyższych Szkół Morskich i Filii Politechnik, w których startowało 11 uczelni, w punktacji ogólnej AZS ATR zajął III miejsce. W 1976 AZS-ATR posiadał 9 sekcji: lekkoatletykę, pływanie, tenis stołowy, judo, piłkę nożną, ręczną, koszykówkę, siatkówkę oraz żeglarstwo.
W 1979 roku liczba członków AZS-ATR sięgała 380 osób (13% ogółu studentów). Funkcję prezesa pełnił doc. dr hab. Wojciech Wiśniewski. Działało 12 sekcji sportowych, w tym trzy sekcje wyczynowe o charakterze międzyuczelnianym i środowiskowym. W rozgrywkach piłki ręcznej i koszykówki występowały 3 drużyny: seniorzy, juniorzy i juniorzy młodsi. Do najbardziej usportowionych wydziałów uczelni w Bydgoszczy uznawano Instytut Rolny ATR oraz Wydział Wychowania Technicznego WSP. W 1979 zespół koszykówki mężczyzn zajął II miejsce w Mistrzostwach Szkół Wyższych, a w finale Pucharu Klubów Uczelnianych studentki AZS-ATR zajęły I miejsce. W latach 1979–1982 AZS-ATR wygrywał Akademickie Mistrzostwa Pomorza.
W latach 1981–1983, mimo regresu w sporcie akademickim, AZS-ATR liczył 340 członków. Korzystano z obiektów Studium WFiS, KKS Brda, KS Astoria, WKS Zawisza. W latach 1983–1986 AZS-ATR zajmował 3-4. miejsca w Akademickich Mistrzostwach Polski Typu Uczelni (na 8-10 startujących). W tym okresie Akademia Techniczno-Rolnicza organizowała Mistrzostwa Akademii Rolniczych w piłce nożnej, judo i tenisie ziemnym, a także Mistrzostwa Szkół Wyższych (grupa V – akademie rolnicze) w pływaniu kobiet i mężczyzn oraz w piłce ręcznej. Na początku lat 90. XX w. założono uczelnianą przystań żeglarską przy torze regatowym w Brdyujściu.
W latach 2000–2001 Akademia Techniczno-Rolnicza zajmowała najwyższe miejsce w klasyfikacji generalnej Mistrzostw Polski Szkół Wyższych w pionie akademii rolniczych. W 2005 zainaugurowano Dzień Sportu jako część obchodów Święta Uczelni.